# Moritz Tettelbach

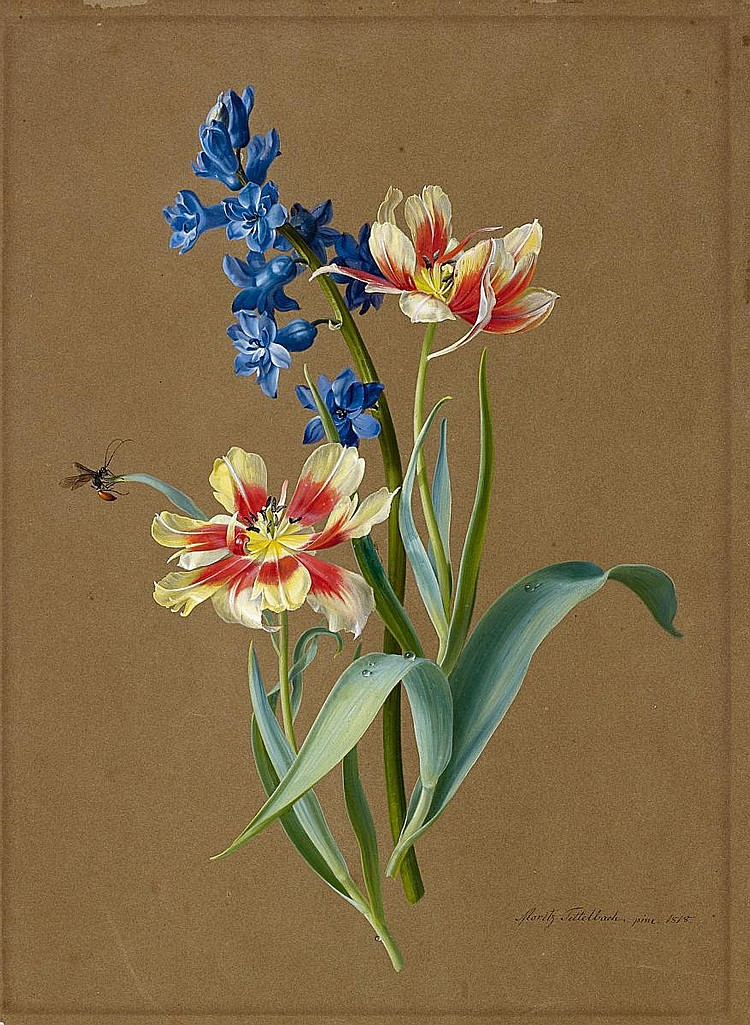
Stillleben mit Tulpen und Hyazinthen

Ernst Moritz Gustav Tettelbach (* 14. März 1794 in Dresden; † 12. Dezember 1870 ebenda) war ein deutscher Blumenmaler, Hofmaler am Hofe des Königs Friedrich August II. von Sachsen.
Moritz Tellebach war ein Sohn von Gottfried Benjamin Tettelbach, dem „Königlichen Sächsischen Hof- und Kabinetts-Steinschneider und Graveur zu Friedrichstadt bey Dresden“. 
Auch seine Geschwister waren Künstler: die Blumenmalerin Augusta Tettelbach sowie die Steinschneider Felix und Paul Clemens Alexander Tettelbach.
Im Staats-Handbuch für das Königreich Sachsen 1843 wird unter den Ehren-Mitglieder[n] der Mitglieder der Akademie der bildenden Künste zu Dresden geführt: Ernst Moritz Tettelbach, Hofmaler, Blumenmaler.
Im Allgemeinen Künstlerlexicon, Zweyter Theil, neunter Abschnitt, Zürich 1816 wird er so beschrieben:.
„(Tettelbach) Ernst Moritz Gustav, gewöhnlich nur Moritz, Sohn des folgenden Gottfried Benjamin; geb. zu Dresden 1784.

Derselbe erlernte seit 1807 die Frucht- und Blumenmalerei bey der Demoiselle Caroline Friederike Friedrich zu Dresden. Auf den dasigen Kunstausstellungen hat er sich mit verschiedenen Arbeiten in Gouache gezeigt. Dann auf dem Salon von 1814. mit Fruchtstücken in Oel, welche großes Talent zu erkennen gaben.“
Tettelbach schuf tausende von Pflanzendarstellungen, meistens in Aquarell, für das königliche Kunstkabinett.